# 발데마르 마티시크
발데마르 유제프 마티시크(폴란드어: Waldemar Józef Matysik, 1961년 9월 27일, 실롱스크 주 스타니차 ~)는 폴란드의 전직 축구 선수이다.

## 클럽 경력
현역 시절, 그는 주로 구르니크 자브제에서 활동했는데, 127번의 경기에서 7골을 기록했다. 1987년, 그는 해외로 진출해 프랑스의 오세르(110경기 출전)에 입단했고, 이후 독일의 함부르크(94경기 출전, 1골)로 이적했다. 1993년, 그는 부퍼탈러(35경기 출전, 2골)로 둥지를 옮겼고, 이후 비센(26경기 출전)에서 활동했다. 그는 로트-바이스 에센을 끝으로 1996-97 시즌에 프로 무대 활동을 마쳤는데, 에센에서 49번의 경기에 출전했다.

## 국가대표팀 경력
그는 폴란드 국가대표팀 경기에 55번 출전했고, 1982년과 1986년 월드컵에 참가했는데, 폴란드는 1982년 대회에서 3위에 입상했다.